# Bulgarije op de Olympische Zomerspelen 1988
Bulgarije nam deel aan de Olympische Zomerspelen 1988 in Seoel, Zuid-Korea.

## Medailleoverzicht
| Sport         | Olympiër                                                       | Onderdeel                  | Medaille |
| ------------- | -------------------------------------------------------------- | -------------------------- | -------- |
| Atletiek      | Christo Markov                                                 | hink-stap-springen (m)     | Goud     |
| Atletiek      | Yordanka Donkova                                               | 100m horden (v)            |          |
| Boksen        | Ivailo Marinov Khristov                                        | -48kg (m)                  |          |
| Gewichtheffen | Sevdalin Marinov                                               | -52kg (m)                  |          |
| Gewichtheffen | Borislav Gidikov                                               | -75kg (m)                  |          |
| Gymnastiek    | Ljoebomir Geraskov                                             | paard voltige (m)          |          |
| Kanovaren     | Vanja Gesjeva                                                  | K-1 500m (m)               |          |
| Schietsport   | Tanyu Kiryakov                                                 | 10m luchtpistool (m)       |          |
| Worstelen     | Atanas Komchev                                                 | -90kg Grieks-Romeins (m)   |          |
| Zwemmen       | Tania Dangalakova                                              | 100m schoolslag (v)        |          |
| Atletiek      | Stefka Kostadinova                                             | hoogspringen (v)           | Zilver   |
| Boksen        | Aleksandar Khristov                                            | -54kg (m)                  |          |
| Gewichtheffen | Stefan Topurov                                                 | -60kg (m)                  |          |
| Gymnastiek    | Adriana Dunavska                                               | individuele meerkamp (v)   |          |
| Kanovaren     | Vanja Gesjeva Diana Paliiska                                   | K-1 500m (v)               |          |
| Roeien        | Lalka Berberova Radka Stoyanova                                | twee-zonder (v)            |          |
| Schietsport   | Vesela Letcheva                                                | 50m geweer 3 houdingen (v) |          |
| Zwemmen       | Antoaneta Frenkeva                                             | 100m schoolslag (v)        |          |
| Worstelen     | Ivan Nikolov Tsonov                                            | -48kg vrije stijl (m)      |          |
| Worstelen     | Stoyan Balov                                                   | -57kg Grieks-Romeins (m)   |          |
| Worstelen     | Zhivko Vangelov                                                | -62kg Grieks-Romeins (m)   |          |
| Worstelen     | Rangel Gerovski                                                | -130kg Grieks-Romeins (m)  |          |
| Atletiek      | Tsvetanka Khristova                                            | discuswerpen (v)           | Brons    |
| Gewichtheffen | Aleksandar Varbanov                                            | -75kg (m)                  |          |
| Gymnastiek    | Diana Doudeva                                                  | vloer (v)                  |          |
| Kanovaren     | Martin Georgiev Marinov                                        | C-1 500m (m)               |          |
| Kanovaren     | Nikolay Bukhalov                                               | C-1 1000m (m)              |          |
| Kanovaren     | Vanja Gesjeva Borislava Ivanova Diana Paliiska Ognyana Petkova | K-4 500m (m)               |          |
| Roeien        | Magdalena Stoyanova Georgieva                                  | skiff (v)                  |          |
| Roeien        | Stefka Mihaylova Madina Violeta Nikolaeva Ninova               | dubbel-twee (v)            |          |
| Tennis        | Manuela Maleeva                                                | enkelspel (v)              |          |
| Zwemmen       | Antoaneta Frenkeva                                             | 200m schoolslag (v)        |          |
| Worstelen     | Simeon Shterev                                                 | -62kg vrije stijl (m)      |          |
| Worstelen     | Rakhmat Sefiadi                                                | -74kg vrije stijl (m)      |          |
| Worstelen     | Bratan Tsenov                                                  | -48kg Grieks-Romeins (m)   |          |

## Deelnemers en resultaten

### Atletiek
| Olympiër                                                                   | Onderdeel                | Resultaat | Prestatie |
| -------------------------------------------------------------------------- | ------------------------ | --------- | --- |
| Evgeni Ignatov                                                             | 5000m (m)                | 8e        | serie 3: 5de in 13.43,42 finale: 8ste in 13.26,41 |
| Evgeni Ignatov                                                             | 10000 m (m)              | 12e       | serie 1: 5de in 28.15,63 finale: 12de in 28.09,32 |
| Toma Tomov                                                                 | 400m horden (m)          | 9e        | serie 5: 4de in 49,66 halve finale 2: 5de in 48,90 |
| Lyubomir Ivanov                                                            | 20km snelwandelen (m)    | 43e       | 1:28.43 |
| Christo Markov                                                             | hink-stap-springen (m)   | Goud      | kwalificatie groep B: 3de met 16,91m finale: 1ste met 17,61m (OR) |
| Atanas Tarev                                                               | polsstokhoogspringen (m) | DNF       | kwalificatie groep A: geen geldige poging |
| Gueorgui Todorov                                                           | kogelstoten (m)          | 13e       | kwalificatie groep A: 6de met 19,68m |
| Gueorgui Gueorguiev                                                        | discuswerpen (m)         | 11e       | kwalificatie groep A: 4de met 61,34m finale: 11de met 61,24m |
| Viktor Apostolov                                                           | kogelslingeren (m)       | 20e       | kwalificatie groep A: 9de met 71,10m |
| Plamen Minev                                                               | kogelslingeren (m)       | 14e       | kwalificatie groep B: 7de met 74,46m |
| Ivan Tanev                                                                 | kogelslingeren (m)       | 8e        | kwalificatie groep B: 3de met 76,84m finale: 8ste met 76,08m |
|                                                                            |                          |           | |
| Anelia Nuneva                                                              | 100m (v)                 | 8e        | serie 1: 1ste in 11,09 kwartfinale 4: 1ste in 10,96 halve finale 1: 2de in 11,00 finale: 8ste in 11,49 |
| Nadezhda Georgieva                                                         | 200m (v)                 | 11e       | serie 2: 1ste in 22,80 kwartfinale 2: 3de in 22,60 halve finale 2: 5de in 22,67 |
| Yordanka Donkova                                                           | 110m horden (v)          | Goud      | serie 5: 1ste in 12,89 kwartfinale 1: 1ste in 12,47 halve finale 1: 1ste in 12,58 finale: 1ste in 12,38 (OR) |
| Ginka Zagorcheva                                                           | 110m horden (v)          | DNF       | serie 3: niet gefinisht |
| Tsvetanka Ilieva Valya Demireva-Valova Nadezhda Georgieva Yordanka Donkova | 4x100m (v)               | 5e        | serie 1: 4de in 43,92 halve finale 2: 3de in 43,07 finale: 5de in 43,02 |
| Lyudmila Andonova                                                          | hoogspringen (v)         | 5e        | kwalificatie groep B: 4de met 1,92m finale: 5de met 1,93m |
| Ginka Zagorcheva                                                           | hoogspringen (v)         | Zilver    | kwalificatie groep A: 5de met 1,92m finale: 2de met 2,01m |
| Svetla Mitkova                                                             | kogelstoten (v)          | 10e       | kwalificatie groep A: 7de met 19,53m finale: 10de met 19,09m |
| Tsvetanka Khristova                                                        | discuswerpen (v)         | Brons     | kwalificatie groep B: 3de met 65,92m finale: 3de met 69,74m |
| Svetla Mitkova                                                             | discuswerpen (v)         | 4e        | kwalificatie groep A: 3de met 64,68m finale: 4de met 69,14m |
| Antoaneta Selenska                                                         | speerwerpen (v)          | 11e       | kwalificatie groep B: 2de met 64,60m finale: 11de met 56,78m |
| Svetla Dimitrova                                                           | zevenkamp (v)            | 12e       | 100m horden: 4de in 13,24 (1089 punten) hoogspringen: 9de met 1,80m (978 punten) kogelstoten: 20ste met 12,02m (662 punten) 200m: 3de in 23,49 (1030 punten) verspringen: 13de met 6,19m (908 punten) speerwerpen: 23ste met 37,62m (622 punten) 800m: 14de in 2.15,73 (882 punten) totaal: 6171 punten |

### Basketbal
| Olympiër | Onderdeel | Resultaat | Prestatie |
| --- | --------- | --------- | --- |
| Kostadinka Radkova Larisa Spasova Madlena Staneva Mariana Chobanova Mariana Naydenova Nina Khadzhiyankova Polina Tsekova Radmila Vasileva Sonya Dragomirova Tsonka Vaysilova Vanya Dermendzhieva Evladiya Slavcheva-Stefanova | vrouwen   | 5e        | groep A: 3de V van Sovjet-Unie: 62-91 V van Australië: 57-63 W van Zuid-Korea: 98-87 5-8ste plek: W van Tsjecho-Slowakije: 81-78 5-6de plek: V van China: 102-74 |

| Groep A |             |             |             |             |        |        |        |        |
| #       | Land        | Wedstrijden | Wedstrijden | Wedstrijden | Punten | Punten | Punten | Punten |
| #       | Land        | G           | W           | V           | V      | T      | Saldo  | Punten |
| 1       | Australië   | 3           | 2           | 1           | 178    | 196    | -18    | 5      |
| 2       | Sovjet-Unie | 3           | 2           | 1           | 208    | 188    | +20    | 5      |
| 3       | Bulgarije   | 3           | 1           | 2           | 217    | 241    | -24    | 4      |
| 4       | Zuid-Korea  | 3           | 1           | 2           | 244    | 222    | +22    | 4      |

| Ronde        | Datum | Plaats    | Land   | Score             | Land |
| ------------ | ----- | --------- | ------ | ----------------- | ---- |
| Groepsfase   |       |           |        |                   |      |
| 19 september | Seoel | Bulgarije | 62-91  | Sovjet-Unie       |      |
| 22 september | Seoel | Australië | 63-57  | Bulgarije         |      |
| 25 september | Seoel | Bulgarije | 98-87  | Zuid-Korea        |      |
| 5-8ste plek  |       |           |        |                   |      |
| 27 september | Seoel | Bulgarije | 81-78  | Tsjecho-Slowakije |      |
| 5-6de plek   |       |           |        |                   |      |
| 29 september | Seoel | Bulgarije | 102-74 | China             |      |

### Boksen
| Olympiër            | Onderdeel   | Resultaat | Prestatie |
| ------------------- | ----------- | --------- | --- |
| Ivailo Marinov      | -48kg (m)   | Goud      | 1ste ronde: vrij 2de ronde: W van GBR Epton: 5-0 3de ronde: W van ESA Martínez: 5-0 kwartfinale: W van URS Makhmutov: 5-0 halve finale: W van PHI Serrantes: 5-0 finale: W van USA Carbajal: 5-0        |
| Serafim Todorov     | -51kg (m)   | 5e        | 1ste ronde: W van VEN Griman: 4-1 2de ronde: W van JPN Segawa: 5-0 3de ronde: W van EGY El-Komy: walk-over kwartfinale: V van KOR Kim: 1-4                                                              |
| Aleksandar Khristov | -54kg (m)   | Zilver    | 1ste ronde: W van SUD Anok: 4-1 2de ronde: W van KOR Byun: 4-1 3de ronde: W van SWE Majanya: 5-0 kwartfinale: W van URS Artemev: 3-2 halve finale: W van COL Rocha: 3-2 finale: V van USA McKinney: 0-5 |
| Kirkor Kirkorov     | -57kg (m)   | 9e        | 1ste ronde: W van GDR Drumm: 5-0 2de ronde: W van CAN Pagendam: walk-over 3de ronde: V van KOR Lee: 0-5                                                                                                 |
| Emil Chuprenski     | -60kg (m)   | 5e        | 1ste ronde: vrij 2de ronde: W van GUA de la Peña: 5-0 3de ronde: W van JAM Kennedy: 5-0 kwartfinale: V van USA Ellis: 2-3                                                                               |
| Borislav Abadzhiev  | -63,5kg (m) | 33e       | 1ste ronde: V van YUG Dobrasinovic: 2-3 |
| Khristo Furnigov    | -67kg (m)   | 5e        | 1ste ronde: vrij 2de ronde: W van BAR Griffiths 3de ronde: W van TOG Hamidou: 5-0 kwartfinale: V van KEN Wangila: 0-5                                                                                   |
| Angel Stoyanov      | -71kg (m)   | 17e       | 1ste ronde: vrij 2de ronde: V van GDR Schmitz: 2-3 |
| Deyan Kirilov       | -81kg (m)   | 33e       | 1ste ronde: V van YUG Škaro: 2-3 |
| Svilen Rusinov      | -91kg (m)   | 17e       | 1ste ronde: vrij 2de ronde: V van POL Golota: 0-5 |
| Petar Stoimenov     | +91kg (m)   | 17e       | 1ste ronde: vrij 2de ronde: V van TCH Hrivnák: scheidsrechterlijke beslissing |

### Gewichtheffen
| Olympiër            | Onderdeel   | Resultaat | Prestatie                                                                  |
| ------------------- | ----------- | --------- | -------------------------------------------------------------------------- |
| Sevdalin Marinov    | -52kg (m)   | Goud      | trekken: 1ste met 120kg stoten: 1ste met 150kg totaal: 270kg               |
| Mitko Grablev       | -56kg (m)   | DSQ       | trekken: 1ste met 130kg stoten: 1ste met 167,5kg totaal: 297,5kg: doping   |
| Stefan Topurov      | -60kg (m)   | Zilver    | trekken: 2de met 137,5kg stoten: 2de met 175kg totaal: 312,5kg             |
| Angel Guenchev      | -67,5kg (m) | DSQ       | trekken: 1ste met 160kg stoten: 1ste met 202,5kg totaal: 362,5kg: doping   |
| Borislav Gidikov    | -75kg (m)   | Goud      | trekken: 1ste met 167,5kg (OR) stoten: 1ste met 207,5kg (OR) totaal: 375kg |
| Aleksandar Varbanov | -75kg (m)   | Brons     | trekken: 3de met 157,5kg stoten: 2de met 200kg totaal: 357,5kg             |

### Gymnastiek
| Olympiër                                                                                                 | Onderdeel                | Resultaat | Prestatie |
| Ritmisch                                                                                                 | Ritmisch                 | Ritmisch  | Ritmisch |
| --- | ------------------------ | --------- | --- |
| Adriana Dunavska                                                                                         | individueel (v)          | Zilver    | kwalificatie: 2de hoepel: 1ste met 10,000 punten touw: 1ste met 10,000 punten knotsen: 2de met 9,90 punten lint: 1ste met 10,00 punten totaal: 39,90 punten finale: hoepel: 1ste met 10,000 punten touw: 1ste met 10,000 punten knotsen: 1ste met 10,00 punten lint: 1ste met 10,00 punten totaal: 59,950 punten |
| Bianka Panova                                                                                            | individueel (v)          | 4e        | kwalificatie: 4de hoepel: 1ste met 10,000 punten touw: 1ste met 10,000 punten knotsen: 22ste met 9,55 punten lint: 4de met 9,90 punten totaal: 39,45 punten finale: hoepel: 1ste met 10,000 punten touw: 1ste met 10,000 punten knotsen: 1ste met 10,00 punten lint: 1ste met 10,00 punten totaal: 59,725 punten |
| Turnen                                                                                                   |                          |           | |
| Kalofer Hristozov                                                                                        | brug (m)                 | 4e        | kwalificatie: 4de met 19,75 punten finale: 4de met 19,725 punten |
| Ljoebomir Geraskov                                                                                       | paard voltige (m)        | Goud      | kwalificatie: 1ste met 19,90 punten finale: 1ste met 19,950 punten |
| Kalofer Hristozov                                                                                        | ringen (m)               | 4e        | kwalificatie: 5de met 19,80 punten finale: 4de met 19,825 punten |
| Dian Kolev                                                                                               | sprong (m)               | 4e        | kwalificatie: 6de met 19,65 punten finale: 4de met 19,737 punten |
| Kalofer Hristozov                                                                                        | vloer (m)                | 7e        | kwalificatie: 5de met 19,80 punten finale: 7de met 19,75 punten |
| Petar Georgiev                                                                                           | meerkamp individueel (m) | 39e       | kwalificatie: vloer: 71ste met 18,95 punten paard met bogen: 19de met 19,55 punten ringen: 39ste met 19,35 punten sprong: 33ste met 19,30 punten brug: 29ste met 19,50 punten rekstok: 63ste met 19,30 punten totaal: 115,60 punten |
| Stoyko Gochev                                                                                            | meerkamp individueel (m) | 36e       | kwalificatie: vloer: 51ste met 19,20 punten paard met bogen: 46ste met 19,10 punten ringen: 21ste met 19,55 punten sprong: 67ste met 18,90 punten brug: 13de met 19,65 punten rekstok: 15de met 19,55 punten totaal: 115,95 punten |
| Ljoebomir Geraskov                                                                                       | meerkamp individueel (m) | 23e       | kwalificatie: 21ste vloer: 25ste met 19,50 punten paard met bogen: 1ste met 19,90 punten ringen: 9de met 19,70 punten sprong: 46ste met 19,15 punten brug: 39ste met 19,40 punten rekstok: 52ste met 19,10 punten totaal: 116,75 punten finale: vloer: 34ste met 9,55 punten paard met bogen: 15de met 9,80 punten ringen: 29ste met 9,70 punten sprong: 7de met 9,90 punten brug: 18de met 9,80 punten rekstok: 32ste met 9,50 punten totaal: 116,625 punten |
| Kalofer Hristozov                                                                                        | meerkamp individueel (m) | 6e        | kwalificatie: 6de vloer: 5de met 19,80 punten paard met bogen: 19de met 19,55 punten ringen: 5de met 19,80 punten sprong: 33ste met 19,30 punten brug: 4de met 19,75 punten rekstok: 21ste met 19,50 punten totaal: 117,70 punten finale: vloer: 11de met 9,80 punten paard met bogen: 15de met 9,80 punten ringen: 11de met 9,85 punten sprong: 7de met 9,90 punten brug: 5de met 9,90 punten rekstok: 20ste met 9,65 punten totaal: 117,750 punten          |
| Dian Kolev                                                                                               | meerkamp individueel (m) | 30e       | kwalificatie: vloer: 30ste met 19,45 punten paard met bogen: 56ste met 19,00 punten ringen: 16de met 19,65 punten sprong: 6de met 19,65 punten brug: 44ste met 19,35 punten rekstok: 47ste met 19,20 punten totaal: 116,30 punten |
| Dimitar Taskov                                                                                           | meerkamp individueel (m) | 20e       | kwalificatie: 21ste vloer: 25ste met 19,50 punten paard met bogen: 12de met 19,65 punten ringen: 29ste met 19,45 punten sprong: 18de met 19,45 punten brug: 59ste met 19,25 punten rekstok: 24ste met 19,45 punten totaal: 116,75 punten finale: vloer: 34ste met 9,55 punten paard met bogen: 5de met 9,90 punten ringen: 3de met 9,90 punten sprong: 23ste met 9,80 punten brug: 26ste met 9,75 punten rekstok: 7de met 9,85 punten totaal: 117,125 punten  |
| Kalofer Hristozov Ljoebomir Geraskov Dian Kolev Dimitar Taskov Stoyko Gochev Petar Georgiev              | meerkamp team (m)        | 5e        | vloer: 5de met 97,45 punten paard met bogen: 3de met 97,90 punten ringen: 3de met 98,15 punten sprong: 4de met 96,90 punten brug: 3de met 97,85 punten rekstok: 7de met 96,85 punten totaal: 585,10 punten |
| |                          |           | |
| Diana Doudeva                                                                                            | balk (v)                 | 6e        | kwalificatie: 9de met 19,625 punten finale: 6de met 19,725 punten |
| Boriana Stoyanova                                                                                        | sprong (v)               | 4e        | kwalificatie: 3de met 19,825 punten finale: 4de met 19,780 punten |
| Diana Doudeva                                                                                            | vloer (v)                | Brons     | kwalificatie: 5de met 19,800 punten finale: 3de met 19,850 punten |
| Deliana Vodenitcharova                                                                                   | vloer (v)                | 4e        | kwalificatie: 8ste met 19,75 punten finale: 4de met 19,837 punten |
| Diana Doudeva                                                                                            | meerkamp individueel (v) | 9e        | kwalificatie: 9de vloer: 5de met 19,800 punten sprong: 14de met 19,625 punten brug: 16de met 19,600 punten balk: 9de met 19,625 punten totaal: 78,65 punten finale: vloer: 5de met 9,900 punten sprong: 13de met 9,800 punten brug: 9de met 9,875 punten balk: 7de met 9,825 punten totaal: 78,725 punten |
| Hrabrina Hrabrova                                                                                        | meerkamp individueel (v) | 62e       | kwalificatie: vloer: 47ste met 19,225 punten sprong: 17de met 19,600 punten brug: 82ste met 18,475 punten balk: 71ste met 18,725 punten totaal: 76,025 punten |
| Maria Kartalova                                                                                          | meerkamp individueel (v) | 35e       | kwalificatie: vloer: 27ste met 19,500 punten sprong: 35ste met 19,350 punten brug: 51ste met 19,250 punten balk: 41ste met 19,150 punten totaal: 77,25 punten |
| Ivelina Raikova                                                                                          | meerkamp individueel (v) | 20e       | kwalificatie: vloer: 22ste met 19,575 punten sprong: 24ste met 19,550 punten brug: 36ste met 19,400 punten balk: 26ste met 19,325 punten totaal: 77,85 punten |
| Boriana Stoyanova                                                                                        | meerkamp individueel (v) | 13e       | kwalificatie: 17de vloer: 42ste met 19,300 punten sprong: 3de met 19,825 punten brug: 47se met 19,300 punten balk: 17de met 19,525 punten totaal: 77,95 punten finale: vloer: 12de met 9,850 punten sprong: 18de met 9,775 punten brug: 9de met 9,875 punten balk: 12de met 9,725 punten totaal: 78,200 punten |
| Deliana Vodenitcharova                                                                                   | meerkamp individueel (v) | 12e       | kwalificatie: 15de vloer: 8ste met 19,75 punten sprong: 17de met 19,600 punten brug: 27ste met 19,500 punten balk: 20ste met 19,475 punten totaal: 78,325 punten finale: vloer: 5de met 9,900 punten sprong: 26ste met 9,700 punten brug: 19de met 9,800 punten balk: 9de met 9,775 punten totaal: 78,337 punten |
| Diana Doudeva Hrabrina Hrabrova Maria Kartalova Ivelina Raikova Boriana Stoyanova Deliana Vodenitcharova | meerkamp team (v)        | 5e        | vloer: 3de met 98,10 punten sprong: 3de met 98,20 punten brug: 7de met 97,125 punten rekstok: 4de met 97,125 punten totaal: 390,55 punten |

### Judo
| Olympiër          | Onderdeel | Resultaat | Prestatie |
| ----------------- | --------- | --------- | --- |
| Pavel Botev       | -60kg (m) | 13e       | voorronde: vrij 1ste ronde: W van CYP Skouroumounis: yuko 2de ronde: V van FRA Roux: yuko                                                                                            |
| Pavel Botev       | -65kg (m) | 9e        | voorronde: W van GBR Adshead: koka 1ste ronde: W van GER Schumacher: ippon 2de ronde: V van POL Pawłowski: ippon herkansingen: V van BEL Laats: yuko                                 |
| Georgi Petrov     | -86kg (m) | 13e       | voorronde: vrij 1ste ronde: W van HKG Fan Ng: ippon 2de ronde: V van HUN Gyani: ippon                                                                                                |
| Marko Valev       | -95kg (m) | 17e       | 1ste ronde: V van ITA Fazi: waza-ari |
| Dimitar Zapryanov | +95kg (m) | 5e        | 1ste ronde: W van FRA Vachon: yuko 2de ronde: V van JPN Saito: ippon herkansingen: W van SEN Coly: ippon herkansingen 2: W van EGY Rashwan: koka bronzen finale: V van KOR Cho: koka |

### Kanovaren
| Olympiër                                                       | Onderdeel     | Resultaat | Prestatie                                                                                                  |
| -------------------------------------------------------------- | ------------- | --------- | --- |
| Martin Marinov                                                 | C-1 500m (m)  | Brons     | serie 1: 2de in 1.52,74 halve finale 3: 1ste in 1.55,61 finale: 3de in 1.57,27                             |
| Nikolay Bukhalov                                               | C-1 1000m (m) | Brons     | serie 1: 3de in 4.09,57 halve finale 2: 2de in 4.07,23 finale: 3de in 4.18,94                              |
| Deyan Bonev Petar Bozhilov                                     | C-2 500m (m)  | 4e        | serie 1: 1ste in 1.44,53 halve finale 1: 3de in 1.48,60 finale: 4de in 1.44,2                              |
| Deyan Bonev Petar Bozhilov                                     | C-2 1000m (m) | 9e        | serie 3: 5de in 4.01,42 herkansingen: 2de in 4.06,91 halve finale 3: 3de in 3.54,98 finale: 9de in 4.11,62 |
| Nikolay Yordanov Petar Godev Borislav Tsvetkov Ivan Marinov    | K-4 1000m (m) | 10e       | serie 3: 6de in 3.15,00 herkansingen: 2de in 3.09,30 halve finale 3: 4de in 3.11,56                        |
|                                                                |               |           | |
| Vanja Gesjeva                                                  | K-1 500m (v)  | Goud      | serie 1: 1ste in 1.55,44 halve finale 1: 2de in 1.56,26 finale: 1ste in 1.55,19                            |
| Vanja Gesjeva Diana Paliiska                                   | K-2 500m (v)  | Goud      | serie 1: 1ste in 1.44,52 halve finale 1: 2de in 1.52,48 finale: 2de in 1.44,06                             |
| Vanja Gesjeva Diana Paliiska Ogniana Petkova Borislava Ivanova | K-4 500m (v)  | Brons     | serie 2: 2de in 1.39,40 finale: 3de in 1.42,63                                                             |

### Roeien
| Olympiër | Onderdeel       | Resultaat | Prestatie |
| --- | --------------- | --------- | --- |
| Vasil Radev Daniel Yordanov | dubbel-twee (m) | 8e        | serie 2: 3de in 6.17,92 herkansingen: 2de in 6.41,10 halve finale 2: 4de in 6.20,33 finale B: 2de in 7.04,39 |
| Atanas Andreev Emil Groytsev Stefan Stoykov | twee-met (m)    | 5e        | serie 1: 2de in 7.15,94 halve finale 2: 1ste in 7.01,23 finale: 5de in 7.03,04                               |
| Rumen Aleksiev Emil Bondev Yuri Dyulgerov Ivo Gelov Dimitar Kamburski Ventseslav Kanchev Ivan Stanev Dimitar Tonchev Nikola Zlatanov            | acht (m)        | 8e        | serie 2: 4de in 5.48,25 herkansingen: 3de in 5.40,93 finale B: 2de in 5.49,99                                |
| |                 |           | |
| Magdalena Georgieva | skiff (v)       | Brons     | serie 3: 1ste in 7.50,64 (OB) halve finale 2: 1ste in 7.35,47 (OB) finale: 3de in 7.53,65                    |
| Stefka Madina Violeta Ninova | dubbel-twee (v) | Brons     | serie 2: 2de in 7.32,82 herkansingen: 1ste in 7.24,96 (OB) finale: 3de in 7.06,03                            |
| Lalka Berberova Radka Stoyanova | twee-zonder (v) | Zilver    | serie 2: 2de in 7.48,68 herkansingen: 1ste in 7.50,94 finale: 2de in 7.31,95                                 |
| Galina Anakhrieva Pavlina Khristova Krasimira Tocheva Iskra Velinova                                                                            | dubbel-vier (v) | 4e        | serie 1: 1ste in 6.23,22 finale: 4de in 6.24,10                                                              |
| Svetla Durchova Greta Georgieva Miglena Mikhaleva Olya Stoichkova Mariana Stoyanova Katia Todorova Teodora Zareva Violeta Zareva                | vier-met (v)    | 4e        | serie 1: 2de in 7.11,59 herkansingen: 1ste in 7.20,78 finale: 4de in 7.02,27                                 |
| Greta Georgieva Nevyana Ivanova Daniela Oronova Olya Stoichkova Mariana Stoyanova Katia Todorova Todorka Vasileva Teodora Zareva Violeta Zareva | acht (v)        | 5e        | serie 1: 4de in 6.47,99 herkansingen: 2de finale: 5de in 6.25,02                                             |

### Schermen
| Olympiër                                                                                | Onderdeel      | Resultaat | Prestatie |
| --------------------------------------------------------------------------------------- | -------------- | --------- | --- |
| Khristo Etropolski                                                                      | sabel (m)      | 21e       | 1ste ronde groep 2: 1ste met 5 overwinningen kwartfinale 6: 2de met 2 overwinningen halve finale 4: 6de met 1 overwinning                 |
| Vasil Etropolski                                                                        | sabel (m)      | 13e       | 1ste ronde groep 3: 1ste met 6 overwinningen kwartfinale 1: 1ste met 4 overwinningen halve finale 2: 2de met 3 overwinningen finale: 13de |
| Nikolay Marincheshki                                                                    | sabel (m)      | 31e       | 1ste ronde groep 1: 6de met 2 overwinningen                                                                                               |
| Georgi Chomakov Khristo Etropolski Vasil Etropolski Nikolay Marincheshki Nikolay Mateev | sabel team (m) | 8e        | 1ste ronde groep 1: 3de V van Hongarije: 2-9 V van Frankrijk: 3-9                                                                         |

### Schietsport
| Olympiër        | Onderdeel                  | Resultaat | Prestatie                                                                          |
| --------------- | -------------------------- | --------- | ---------------------------------------------------------------------------------- |
| Georgi Poliakov | 10m luchtgeweer (m)        | 31e       | kwalificatie: 31ste met 582 punten (97-95-97-98-98-97)                             |
| Georgi Poliakov | 50m geweer 3 houdingen (m) | 28e       | kwalificatie: 28ste met 1161 punten (396-375-390)                                  |
| Petar Zaprianov | 50m geweer 3 houdingen (m) | 27e       | kwalificatie: 27ste met 1162 punten (398-379-385)                                  |
| Georgi Poliakov | 50m geweer liggend (m)     | 32e       | kwalificatie: 32ste met 593 punten (98-100-99-99-97-100)                           |
| Petar Zaprianov | 50m geweer liggend (m)     | 41e       | kwalificatie: 41ste met 590 punten (98-97-100-99-97-99)                            |
| Lyubtcho Diakov | 50m pistool (m)            | 23e       | kwalificatie: 23ste met 554 punten (95-90-97-91-92-89)                             |
| Tanyu Kiryakov  | 50m pistool (m)            | 4e        | kwalificatie: 3de met 566 punten (92-95-93-99-96-91) finale: 4de met 656 punten    |
| Lyubtcho Diakov | 10m luchtpistool (m)       | 23e       | kwalificatie: 23ste met 575 punten (97-94-97-95-96-96)                             |
| Tanyu Kiryakov  | 10m luchtpistool (m)       | Goud      | kwalificatie: 3de met 585 punten (99-98-96-95-99-98) finale: 1ste met 687,9 punten |
|                 |                            |           |                                                                                    |
| Vesela Letcheva | 10m luchtgeweer (m)        | 17e       | kwalificatie: 17de met 389 punten (96-99-96-98)                                    |
| Nonka Matova    | 10m luchtgeweer (m)        | 12e       | kwalificatie: 12de met 391 punten (97-97-100-97)                                   |
| Vesela Letcheva | 50m geweer 3 houdingen (m) | Zilver    | kwalificatie: 6de met 583 punten (199-192-192) finale: 2de met 683,2 punten        |
| Nonka Matova    | 50m geweer 3 houdingen (m) | 27e       | kwalificatie: 11de met 580 punten (199-184-194)                                    |

### Tafeltennis
| Olympiër               | Onderdeel     | Resultaat | Prestatie |
| ---------------------- | ------------- | --------- | --- |
| Mariano Domuschiev     | enkelspel (m) | 33e       | groep E: 5de V van KOR Kim: 0-3 V van SWE Persson: 0-3 V van JPN Saito: 0-3 V van IND Mehta: 1-3 W van POL Molenda: 3-0 W van CHI Gambra: 3-2 W van EGY El-Saket: 3-1 |
|                        |               |           | |
| Daniela Guergueltcheva | enkelspel (v) | 9e        | groep G: 2de V van NED Vriesekoop: 1-3 W van TCH Šafářová: 3-0 W van YUG Perkučin: 3-2 W van ARG Kim: 3-0 W van EGY Meshref: 3-0 2de ronde: V van CHN Cheng: 0-3      |

### Tennis
| Olympiër                         | Onderdeel      | Resultaat | Prestatie |
| -------------------------------- | -------------- | --------- | --- |
| Katerina Maleeva                 | enkelspel (v)  | 9e        | 1ste ronde: vrij 2de ronde: W van BRA Miró: 7-5, 6-1 3de ronde: V van USA Shriver: 3-6, 6-3, 2-6                                                                               |
| Manuela Maleeva                  | enkelspel (v)  | Brons     | 1ste ronde: vrij 2de ronde: W van ARG Paz: 6-1, 6-2 3de ronde: W van SWE Lindqvist: 6-1, 6-0 kwartfinale: W van ITA Reggi: 6-3, 6-4 halve finale: V van ARG Sabatini: 1-6, 1-6 |
| Katerina Maleeva Manuela Maleeva | dubbelspel (v) | 9e        | 1ste ronde: V van AUS Smylie/Turnbull: 2-6, 6-3, 0-6 |

### Volleybal
| Olympiër | Discipline | Resultaat | Prestatie |
| --- | ---------- | --------- | --- |
| Kostadin Mitev Petyo Draguiev Borislav Kyossev Ljubomir Ganev Ilian Kaziiski Dimo Tonev Petko Petkov Plamen Khristov Sava Kovatchev Nayden Naydenov Miltcho Milanov Zvetan Florov | mannen     | 6e        | groep A: 4de V van Sovjet-Unie: 0-3 (7-15, 9-15, 8-15) W van Bulgarije: 3-0 (15-7, 15-8, 15-6) V van Brazilië: 1-3 (15-13, 6-15, 12-15, 12-15) W van Zuid-Korea: 3-0 (15-7, 15-10, 15-8) V van Zweden: 0-3 (11-15, 12-15, 8-15) 5-8ste plek: W van Frankrijk: 3-0 (15-8, 15-12, 15-11) 5-6de plek: V van Nederland: 0-3 (6-15, 8-15, 10-15) |

| Groep A |             |             |             |             |             |             |             |        |        |        |        |
| #       | Land        | Wedstrijden | Wedstrijden | Wedstrijden | Wedstrijden | Wedstrijden | Wedstrijden | Punten | Punten | Punten | Punten |
| #       | Land        | G           | W           | V           | SW          | SV          | SR          | SPW    | SPL    | Saldo  | Punten |
| 1       | Sovjet-Unie | 5           | 4           | 1           | 14          | 4           | +10         | 248    | 190    | +58    | 9      |
| 2       | Brazilië    | 5           | 4           | 1           | 14          | 7           | +7          | 296    | 225    | +71    | 9      |
| 3       | Zweden      | 5           | 2           | 3           | 9           | 11          | -1          | 220    | 262    | -42    | 7      |
| 4       | Bulgarije   | 5           | 2           | 3           | 7           | 9           | -2          | 190    | 194    | -4     | 7      |
| 5       | Italië      | 5           | 2           | 3           | 7           | 11          | -4          | 203    | 222    | -19    | 7      |
| 6       | Zuid-Korea  | 5           | 1           | 4           | 5           | 14          | -9          | 200    | 264    | -157   | 6      |

| Ronde        | Datum | Plaats      | Land | Score      | Land |
| ------------ | ----- | ----------- | ---- | ---------- | ---- |
| Groepsfase   |       |             |      |            |      |
| 18 september | Seoel | Sovjet-Unie | 3-0  | Bulgarije  |      |
| 19 september | Seoel | Bulgarije   | 3-0  | Italië     |      |
| 22 september | Seoel | Brazilië    | 3-1  | Bulgarije  |      |
| 24 september | Seoel | Bulgarije   | 3-0  | Zuid-Korea |      |
| 26 september | Seoel | Zweden      | 3-0  | Bulgarije  |      |
| 5-8ste plek  |       |             |      |            |      |
| 28 september | Seoel | Bulgarije   | 3-0  | Frankrijk  |      |
| 5-6de plek   |       |             |      |            |      |
| 1 oktober    | Seoel | Nederland   | 3-0  | Bulgarije  |      |

### Worstelen
| Olympiër           | Discipline  | Resultaat   | Prestatie |
| Vrije stijl        | Vrije stijl | Vrije stijl | Vrije stijl |
| ------------------ | ----------- | ----------- | --- |
| Ivan Tzonov        | -48kg (m)   | Zilver      | 1ste ronde: V van URS Karamchakov: 1-3 2de ronde: W van TPE Hour: 4-0 3de ronde: W van AFG Razigul: 3-1 4de ronde: W van IND Kumar: 3-1 5de ronde: vrij 6de ronde: W van FRG Heugabel finale: V van JPN Kobayashi: 0-3                                                     |
| Valentin Yordanov  | -52kg (m)   | 8e          | 1ste ronde: W van PUR Negron: 4-0 2de ronde: W van GUI Diallo: 4-0 3de ronde: W van USA Chertow: 3-0 4de ronde: vrij 5de ronde: V van YUG Trsetena: 1-3 6de ronde: V van URS Toguzow: 1-3 7-8ste plek: V van MGL Enkhbayar: 0-4                                            |
| Valentin Ivanov    | -57kg (m)   | 5e          | 1ste ronde: W van CHN Chen: 4-0 2de ronde: W van PAN Mena: 4-0 3de ronde: W van TUN Zelfani: 4-0 4de ronde: vrij 5de ronde: V van IRI Mohammadian: 1-3 6de ronde: V van KOR Noh: 1-3 5-6de plek: W van HUN Nagy: 3-1                                                       |
| Simeon Shterev     | -62kg (m)   | Brons       | 1ste ronde: W van JPN Sakae: 3-1 2de ronde: V van USA Smith: 1-3 3de ronde: W van AUS Cumming: 4-0 4de ronde: W van POL Skubacz: 3-0 5de ronde: W van MGL Enkhee: 3-0 6de ronde: vrij 7de ronde: vrij bronzen finale: W van IRI Fallah: 3-1                                |
| Angel Yassenov     | -68kg (m)   | 8e          | 1ste ronde: V van URS Fadzayev: 1-3 2de ronde: W van CHN Haobi: 3-1 3de ronde: W van GRE Athanassiadis: 3-1 4de ronde: W van PAN Hidalgo: 4-0 5de ronde: V van JPN Akaishi: 1-3 7-8ste plek: V van FRG Leipold: 1-3                                                        |
| Rahmat Sofiadi     | -74kg (m)   | Brons       | 1ste ronde: W van CMR Manga: 4-0 2de ronde: W van NGR Eguabor: 4-0 3de ronde: vrij 4de ronde: W van JPN Hara: 3-1 5de ronde: W van ROU Tămăduianu: 3-0 6de ronde: V van URS Varayev: 1-3 7de ronde: W van IRI Vagozari: 4-0 bronzen finale: W van MGL Enkhbayar: 3-1       |
| Alexander Nanev    | -82kg (m)   | 11e         | 1ste ronde: V van USA Schultz: 0-3 2de ronde: V van POL Radomski: 1-3 |
| Rumen Alabakov     | -90kg (m)   | 6e          | 1ste ronde: W van POL Nieć: 3-1 2de ronde: W van IRI Toupchi: 3-1 3de ronde: W van FRG Lukowski: 3-1 4de ronde: W van BEL Bindels: 3-0 5de ronde: W van AUT Lins: 4-0 6de ronde: V van KOR Kim: 1-3 7de ronde: V van URS Khadartsev: 0-4 5-6de plek: V van USA Scherr: 1-3 |
| Georgi Karaduchev  | -100kg (m)  | 5e          | 1ste ronde: W van FRG Colling: 3-0 2de ronde: W van TCH Strnisko: 3-1 3de ronde: V van ROU Puşcaşu: 1-3 4de ronde: W van MTN Sar: 4-0 5de ronde: W van GBR Loban: 3-1 6de ronde: V van USA Scherr: 1-3 5-6de plek: W van MGL Javkhlantögs: 4-0                             |
| Atanas Atanassov   | -130kg (m)  | 5e          | 1ste ronde: vrij 2de ronde: V van HUN Klauz: 0-3 3de ronde: W van SYR Atiyeh: 4-0 4de ronde: V van URS Gobezhishvili: 1-3 5de ronde: vrij 6de ronde: vrij 7de ronde: vrij 5-6de plek: W van CAN Payne: 3-1                                                                 |
| Grieks-Romeins     |             |             | |
| Bratan Tsenov      | -48kg (m)   | Brons       | 1ste ronde: W van CHN Yang: 3-0 2de ronde: W van FRG Scherer: 3-0 3de ronde: W van NOR Rønningen: 3-0 4de ronde: vrij 5de ronde: V van ITA Maenza: 1-3 bronzen finale: W van URS Allahverdiyev: 3-0                                                                        |
| Hristo Fliev       | -52kg (m)   | 7e          | 1ste ronde: W van JOR Sharif: 3-0 2de ronde: W van PHI Tirante: 4-0 3de ronde: W van TUR Kemah: 4-0 4de ronde: V van URS Ignatenko: 0-3 5de ronde: V van JPN Miyahara: 1-3 7-8ste plek: W van SWE Stjernberg: 3-1                                                          |
| Stoyan Balov       | -57kg (m)   | Zilver      | 1ste ronde: W van YUG Galović: 4-0 2de ronde: vrij 3de ronde: W van MAR Bouallouche: 4-0 4de ronde: W van FIN Pehkonen: 3-1 5de ronde: W van KOR Huh: 3-1 7de ronde: W van GRE Holidis: 3-0 finale: V van HUN Sike: 0-4                                                    |
| Zhivko Vangelov    | -62kg (m)   | Zilver      | 1ste ronde: W van HUN Bódi: 3-0 2de ronde: W van FIN Loikas: 3-1 3de ronde: W van JPN Nishiguchi: 4-0 4de ronde: W van SUI Dietsche: 4-0 finale: V van URS Madzjidov: 1-3                                                                                                  |
| Georgi Karamanliev | -68kg (m)   | 14e         | 1ste ronde: W van KEN Salbei: 4-0 2de ronde: vrij 3de ronde: V van HUN Repka: 0-3 4de ronde: V van POL Kopański: 0-3 |
| Borislav Velichkov | -74kg (m)   | 6e          | 1ste ronde: W van CMR Manga: 4-0 2de ronde: W van CHN Wei: 3-0 3de ronde: V van KOR Kim: 1-3 4de ronde: W van YUG Podlesek: 3-0 5de ronde: vrij 6de ronde: V van POL Tracz 5-6de plek: V van FRA Mischler: 1-3                                                             |
| Angel Stoykov      | -82kg (m)   | 10e         | 1ste ronde: W van IRI Ganji: 3-0 2de ronde: W van EGY Hussein: 3-0 3de ronde: G van USA Morgan: 0-0 4de ronde: V van HUN TKomáromi: 1-3 |
| Atanas Komchev     | -90kg (m)   | Goud        | 1ste ronde: W van JPN Moriyama: 3-0 2de ronde: W van MTN Adama: 4-0 3de ronde: W van AUT Pitschmann: 3-1 4de ronde: W van SWE Gulldén: 3-0 5de ronde: GRE Pikilidis: 3-1 finale: W van FIN Koskela: 3-0                                                                    |
| Ilia Georgiev      | -100kg (m)  | 4e          | 1ste ronde: W van SEN Sarr: 4-0 2de ronde: V van HUN Gáspár: 1-3 3de ronde: W van SWE Claeson: 3-0 4de ronde: W van KOR Yoo: 4-0 5de ronde: vrij 6de ronde: V van FRG Himmel: 1-3 bronzen finale: V van USA Koslowski: 1-3                                                 |
| Rangel Gerovski    | -130kg (m)  | Zilver      | 1ste ronde: W van CAN Payne: 3-0 2de ronde: W van ITA Valguarnera: 3-0 3de ronde: W van POL Wrocławski: 3-0 4de ronde: W van EGY El-Hadad: 3-0 5de ronde: W van JPN Deguchi: 3-0 finale: V van URS Karelin: 1-3                                                            |

### Zwemmen
| Olympiër                                                              | Onderdeel             | Resultaat | Prestatie                                                  |
| --------------------------------------------------------------------- | --------------------- | --------- | ---------------------------------------------------------- |
| Tzvetan Golomeev                                                      | 50m vrije slag (m)    | DNF       | serie 9: 6de in 23,41                                      |
| Tzvetan Golomeev                                                      | 100m vrije slag (m)   | 15e       | serie 9: 5de in 50,82 finale B: 7de in 51,16               |
| Georgi Mihalev                                                        | 100m rugslag (m)      | 13e       | serie 6: 5de in 57,06 finale B: 5de in 57,17               |
| Georgi Mihalev                                                        | 200m rugslag (m)      | 13e       | serie 4: 3de in 2.02,71 finale B: 6de in 2.04,24           |
|                                                                       |                       |           |                                                            |
| Natasha Khristova                                                     | 100m vrije slag (v)   | 24e       | serie 7: 7de in 57,80                                      |
| Antoaneta Strumenlieva                                                | 400m vrije slag (v)   | 12e       | serie 2: 4de in 4.13,25 finale B: 4de in 4.13,43           |
| Antoaneta Strumenlieva                                                | 800m vrije slag (v)   | 8e        | serie 2: 3de in 8.35,40 finale: 8ste in 8.41,05            |
| Bistra Gospodinova                                                    | 100m rugslag (v)      | 19e       | serie 4: 5de in 1.04,91                                    |
| Tania Dangalakova                                                     | 100m schoolslag (v)   | Goud      | serie 4: 1ste in 1.08,35 (OR) finale: 1ste in 1.07,95 (OR) |
| Antoaneta Frenkeva                                                    | 100m schoolslag (v)   | Zilver    | serie 5: 1ste in 1.10,09 finale: 2de in 1.08,74            |
| Tania Dangalakova                                                     | 200m schoolslag (v)   | 4e        | serie 5: 2de in 2.29,91 finale: 4de in 2.28,43             |
| Antoaneta Frenkeva                                                    | 200m schoolslag (v)   | Brons     | serie 4: 1ste in 2.29,57 finale: 3de in 2.28,34            |
| Neviana Miteva                                                        | 100m vlinderslag (v)  | 12e       | serie 3: 2de in 1.02,01 finale B: 4de in 1.02,47           |
| Neviana Miteva                                                        | 200m vlinderslag (v)  | 19e       | serie 3: 6de in 2.18,44                                    |
| Neviana Miteva                                                        | 400m wisselslag (v)   | 12e       | serie 2: 4de in 4.51,58 finale B: 4de in 4.52,33           |
| Bistra Gospodinova Tania Dangalakova Neviana Miteva Natasha Khristova | 4x100m wisselslag (v) | 6e        | serie 2: 3de in 4.15,22 finale: 6de in 4.12,36             |

Afghanistan · Algerije · Amerikaanse Maagdeneilanden · Amerikaans-Samoa · Andorra · Angola · Antigua en Barbuda · Argentinië · Aruba · Australië · Bahama’s · Bahrein · Bangladesh · Barbados · België · Belize · Benin · Bermuda · Bhutan · Birma · Bolivia · Bondsrepubliek Duitsland · Botswana · Brazilië · Britse Maagdeneilanden · Brunei · Bulgarije · Burkina Faso · Canada · Centraal-Afrikaanse Republiek · Chili · China · Chinees Taipei · Colombia · Congo-Brazzaville · Cookeilanden · Costa Rica · Cyprus · Denemarken · Djibouti · Dominicaanse Republiek · Duitse Democratische Republiek · Ecuador · Egypte · El Salvador · Equatoriaal-Guinea · Fiji · Filipijnen · Finland · Frankrijk · Gabon · Gambia · Ghana · Grenada · Griekenland · Groot-Brittannië · Guam · Guatemala · Guinee · Guyana · Haïti · Honduras · Hongarije · Hongkong · Ierland · IJsland · India · Indonesië · Irak · Iran · Israël · Italië · Ivoorkust · Jamaica · Japan · Joegoslavië · Jordanië · Kaaimaneilanden · Kameroen · Kenia · Koeweit · Laos · Lesotho · Libanon · Liberia · Libië · Liechtenstein · Luxemburg · Malawi · Malediven · Maleisië · Mali · Malta · Marokko · Mauritanië · Mauritius · Mexico · Monaco · Mongolië · Mozambique · Nederland · Nederlandse Antillen · Nepal · Nieuw-Zeeland · Niger · Nigeria · Noord-Jemen · Noorwegen · Oeganda · Oman · Oostenrijk · Pakistan · Panama · Papoea-Nieuw-Guinea · Paraguay · Peru · Polen · Portugal · Puerto Rico · Qatar · Roemenië · Rwanda · Saint Vincent en de Grenadines · Salomonseilanden · Samoa · San Marino · Saoedi-Arabië · Senegal · Sierra Leone · Singapore · Soedan · Somalië · Sovjet-Unie · Spanje · Sri Lanka · Suriname · Swaziland · Syrië · Tanzania · Thailand · Togo · Tonga · Trinidad en Tobago · Tsjaad · Tsjecho-Slowakije · Tunesië · Turkije · Uruguay · Vanuatu · Venezuela · Verenigde Arabische Emiraten · Verenigde Staten · Vietnam · Zaïre · Zambia · Zimbabwe · Zuid-Jemen · Zuid-Korea · Zweden · Zwitserland